# Ingapirca (Cañar)

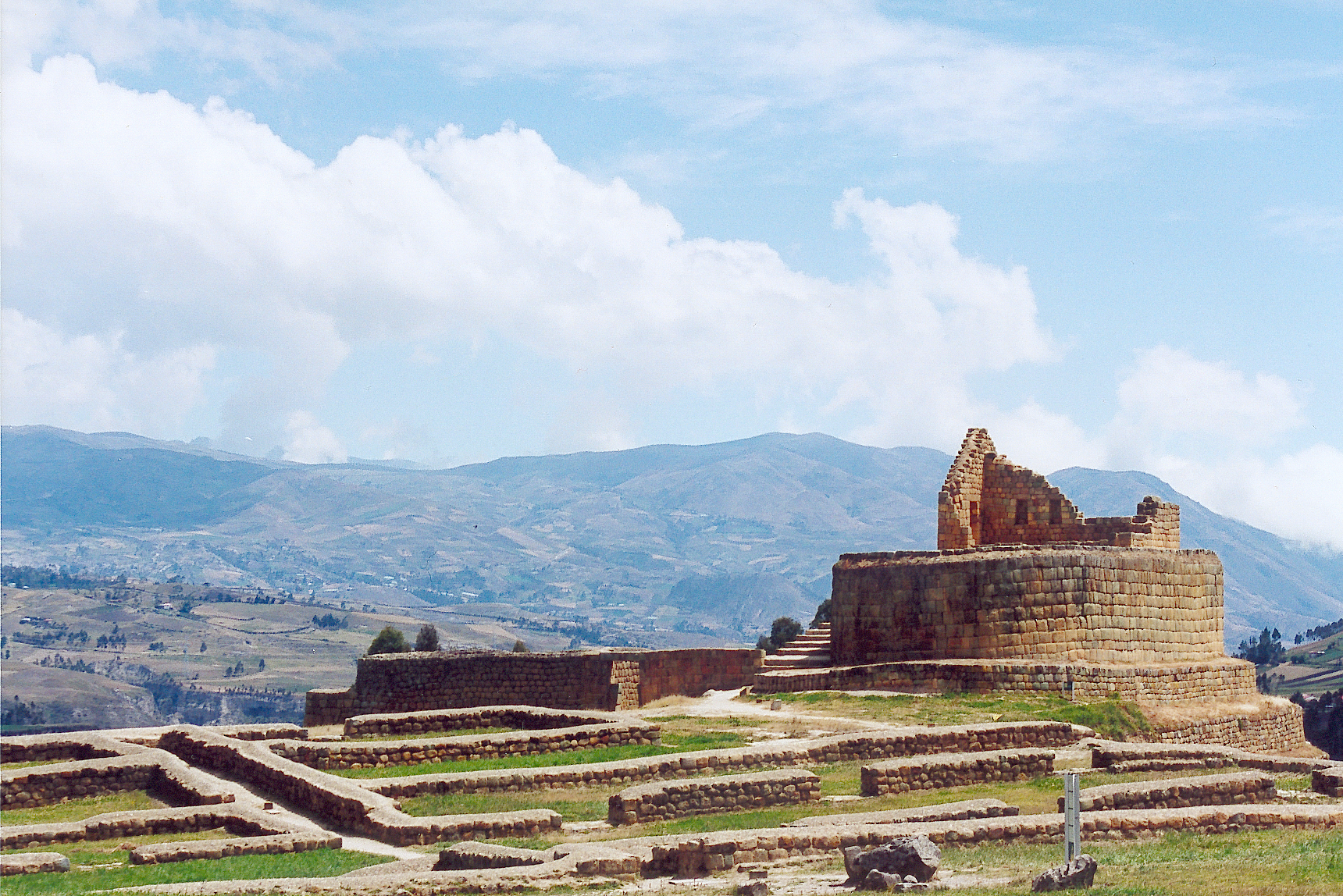
Inkaruine

Ingapirca ist eine Ortschaft und eine Parroquia rural („ländliches Kirchspiel“) im Kanton Cañar der ecuadorianischen Provinz Cañar. Die Parroquia besitzt eine Fläche von 277,6 km². Die Einwohnerzahl lag im Jahr 2010 bei 8340.

## Lage
Die Parroquia Ingapirca liegt in den Anden. Der Río Cañar fließt entlang der südwestlichen Verwaltungsgrenze nach Nordwesten und entwässert dabei das Areal. Im Norden erreicht die Parroquia eine maximale Höhe von mehr als 4400 m. Entlang der nördlichen und östlichen Verwaltungsgrenze verläuft die kontinentale Wasserscheide. Der Hauptort Ingapirca befindet sich auf einer Höhe von 3120 m, 7 km ostnordöstlich des Kantonshauptortes Cañar. Von Cañar und von El Tambo führt jeweils eine Straße nach Ingapirca.
Die Parroquia Ingapirca grenzt im Osten an die Parroquias Rivera und Pindilig (beide im Kanton Azogues), im Süden und im Südwesten an die Parroquia Honorato Vásquez, im Westen an den Kanton El Tambo sowie im Norden an die Parroquia Juncal und an die Provinz Chimborazo mit der Parroquia Achupallas (Kanton Alausí).

## Geschichte
Ursprünglich war Ingapirca eine Comunidad in der Parroquia El Tambo. Am 1. Mai 1919 wurde die Parroquia Ingapirca gegründet.

## Tourismus
Der archäologische Fundplatz "El Castillo", auch als Ingapirca bekannt, stammt aus der Inka-Zeit und befindet sich 500 m nordöstlich der Ortschaft Ingapirca.

## Ökologie
Der Norden und der Osten der Parroquia gehören zum Nationalpark Sangay.